# Elabered (district)
Pour la ville, voir Elabered.
 Elabered  est un district de la région d’Anseba de l'Érythrée. La principale ville et capitale de ce district est Elabered. 